# Tirso de Molina (metropolitana di Madrid)
Tirso de Molina è una stazione della linea 1 della metropolitana di Madrid.
Si trova sotto piazza di Tirso de Molina, nel distretto Centro di Madrid.

## Storia
La stazione venne aperta al pubblico il 26 dicembre 1921 con il nome di Progreso che fu cambiato, introducendo la denominazione attuale, il 10 luglio 1939. Inizialmente le pensiline erano lunghe 60 metri, poi allungate negli anni sessanta. Nel periodo tra il 2004 e il 2005 la stazione ha subito dei profondi cambiamenti a seguito di lavori di ristrutturazione, in particolare furono cambiare le volte e le pareti, sostituite con vitrex color giallo.